# 2022年12月

## 12月1日
- 中国领导人习近平表示中国国内示威是源于新冠疫情抗疫三年民众感到沮丧，承认现流行的株远不如株致命。[1][需要較佳来源]
- 埃及阿斯旺省阿布辛拜勒神廟发生交通事故，造成2人死亡、5人受伤。[2]

## 12月2日
- 诺斯洛普·格鲁门公布新一代远程轰炸机B-21突襲者，为美军30年来首款轰炸机[3]。

## 12月4日
- 神舟十四号载人飞船于中国甘肃省酒泉市酒泉卫星发射中心东风着陆场着陆[4][5]。
- 伊朗检察总长穆罕默德·贾法尔·蒙塔泽里（阿拉伯语：محمدجعفر_منتظری）宣布道德警察不再接受该国司法系统监管，正处于解散程序[6]。伊朗官方媒体暂未确认消息。

## 12月5日
- 美國勞倫斯利佛摩國家實驗室(LLNL)首次實現能量淨收益的可控核聚變。該實驗通過192道雷射聚焦目標提供 2.05 兆焦耳的能量，從而超過聚變閾值，產生 3.15 兆焦耳的聚變能量輸出。[7]

## 12月6日
- 江泽民同志追悼大会在中国北京人民大会堂举行，中共中央总书记习近平致悼词[8]。
- 蒙古首都乌兰巴托苏赫巴托尔广场爆发示威活动，民众抗议能源公司额尔德斯－塔温陶勒盖公司偷运煤炭至中国[9]。

## 12月7日
- 印度尼西亚通过新法律，禁止婚外性行为，违者可判处3年有期徒刑。[10]
- 2022年喬治亞州聯邦參議員選舉第二轮投票举行，民主党籍参议员拉斐尔·沃诺克胜选。[11]
- 德国警方逮捕25名涉嫌发动政变的帝國公民運動人士[12]。
- 秘鲁总统佩德罗·卡斯蒂略遭国会弹劾，副总统迪娜·博魯阿特接任。弹劾案投票前，卡斯蒂略曾宣布解散国会，但没有成功，最终在离开总统府的路上被逮捕[13]。

## 12月8日
- 早前因持有大麻烟弹被俄罗斯警方逮捕的美国女子篮球运动员布里特妮·格里纳与俄罗斯毒枭维克托·布特换俘[14]。

## 12月9日
- 世界职业台球与斯诺克协会发布声明，宣布暂停鲁宁、李行（英语：Li Hang (snooker player)）、赵剑波（英语：Zhao Jianbo）、白朗宁（英语：Bai Langning）、常冰玉（英语：Chang Bingyu）的职业球手资格。[15]
- 中国人民解放军与印度军队在藏南地区（阿鲁纳恰尔邦）达旺地区爆发肢体冲突，印度方面称至少有6名印度军人受伤[16]。

## 12月11日
- 美国警方逮捕一名涉嫌制造1988年洛克比空难的利比亚男子[17]。
- 英国西米德兰金斯赫斯特（英语：Kingshurst）巴布斯米尔湖（英语：Babbs Mill Lake）发生溺水意外，三名儿童不慎落入结冰的湖水，一名10岁男童上前营救，结果三人死亡、一人情况危急[18]。

## 12月12日
- 阿富汗首都喀布尔中资酒店桂园酒店发生枪击案，造成18人受伤，3名枪手被安全人员击毙[19]。极端组织伊斯兰国－呼罗珊省宣布对事件负责[20]。

## 12月14日
- 拉脱维亚议会批准新一届政府成员名单，克里斯亚尼斯·卡林斯连任拉脱维亚总理[21]。
- 2022年斐济大选（英语：2022 Fijian general election）举行，执政8年的斐济优先党获得议会55个议席中的26个，未能获得单独组阁所需的至少28个议席。由人民联盟党、民族联盟党和社会民主自由党三个反对党组成的联盟则获得29个议席，组成新一届联合政府。

## 12月15日
- 北科索沃危機：塞爾維亞總統武契奇宣佈，根據聯合國安理會第1244號決議，塞爾維亞政府將向北約駐科索沃維和部隊提出請求，要求其允許一定數量（「數百至一千名」）的塞爾維亞警察和軍人返回科索沃。[22]
- 经过6周跨党派谈判，丹麦社会民主党、自由党与温和党组成新联合政府，社民党领导人弗雷泽里克森继续担任首相[23]。

## 12月16日
- 马来西亚雪兰莪峇冬加里云顶半山有机农场爸爸有機農場（Father's Organic Farm）的露营地发生土崩，约100人受影响，其中16人遇难，61人获救[24]。
- 世界上最大的圆柱形水族馆水穹顶发生破裂，导致水族箱内鱼类全数死亡。[25]

## 12月18日
- 2022年國際足協世界盃在卡塔爾閉幕，阿根廷在決賽正規時間踢至加時賽以3比3賽和後，於以4比2擊敗法國贏得冠軍，是阿根廷繼1986年後第三度於世界盃奪冠。克羅地亞則以2比1擊敗摩洛哥贏得季軍。[26][27]

## 12月19日
- 18日晚間23時30分，泰国皇家海军素可泰号护卫舰在泰国泰国湾巴蜀府邦沙潘縣（英语：Bang Saphan District）外海約20海里處巡邏时，因海象惡劣突遭巨風沖擊，船隻傾斜後海水湧入，導致電力系統中斷無法自行排出海水，船體負重過大嚴重向右傾斜60度，最終於凌晨0時30分因進水過多沉没。事发时船上有106名官兵，至少6人死亡、33人失踪、78人获救[28][29]。

## 12月20日
- 中华人民共和国外交部驻港公署针对乌克兰国防部在感谢视频中展示香港黑洋紫荊旗进行回应。[30][31]
- 塔利班政府内阁颁布禁止阿富汗女性读大学的法令，即日起生效。[32]
- 伊朗外长阿卜杜拉希扬与沙特外交大臣费萨尔举行会谈。这是两国2016年断交以来披露出来的级别最高的直接接触[33]。

## 12月21日
- 美国航天局宣布，“洞察”号无人探测器在对火星进行长达4年多的科学探测之后，任务正式终结[34]。

## 12月22日
- 娜塔莎·皮尔茨·穆萨尔就任斯洛文尼亚总统[35]。

## 12月23日
- 法国巴黎第十区昂吉安街库尔德文化中心发生大规模枪击事件，造成3死4伤[36]。

## 12月24日
- 西蒂韦尼·兰布卡当选就任斐济总理[37]。

## 12月25日
- 尼泊尔总统班达里任命尼泊尔共产党（毛主义中心）主席普拉昌达为尼泊尔总理[38]。

## 12月26日
- 尼泊尔共产党（毛主义中心）主席普拉昌达在首都加德满都宣誓就任尼新一届政府总理[39]。
- 中華人民共和國國家衛生健康委員會發布公告，將2019冠状病毒病在中國大陸之名稱由「新型冠狀病毒肺炎」更名為「新型冠狀病毒感染」，並解除對其採取之甲類傳染病預防、控制措施[40]。

## 12月28日
- 當天深夜，柬埔寨班迭棉吉省烏祖縣波別鎮鑽石城賭場大飯店（Grand Diamond City）的賭場發生大火，共27人死亡、112人受傷。火災發生的原因，推估是酒店為了新年假期而使用大量耗電的裝飾品，因電線過熱走火而發生火災[41]。

## 12月29日
- 巴西足球員、前巴西體育部長，兼世界上唯一一位三奪世界盃的球員比利病逝，享壽82歲。[42]
- 在為首的右翼聯盟於2022年議會選舉中取得大多數議席後，得以第三度出任以色列總理。[43]

## 12月30日
- 老挝总理潘坎·维帕万宣布因健康原因辞去职务后，老挝国会投票通过国家主席通伦·西苏里提名，选举原副总理宋赛·西潘敦为新任政府总理[44]。

## 12月31日
- 天主教会荣休教宗本笃十六世逝世，享年95岁。[45]